# Veldslang

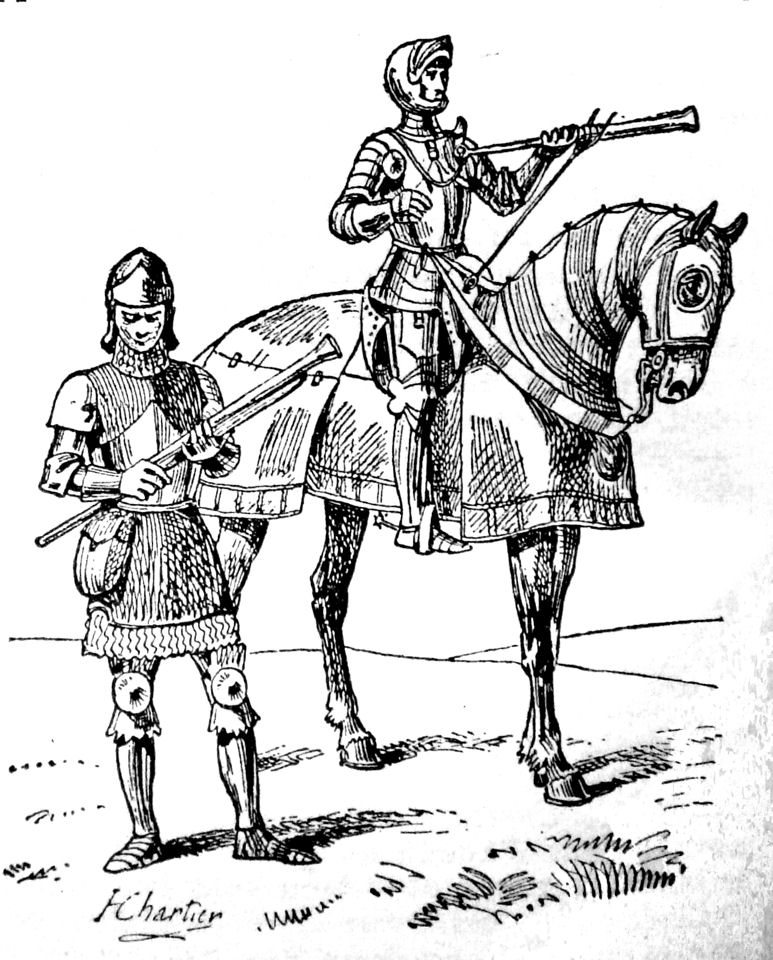
15e-eeuwse culveriniers.

Een veldslang, culverin of clover, was een eenvoudige voorganger van het musket, en later een middeleeuws kanon met een relatief lange loop en een lichte constructie, dat massieve ronde kogels met een hoge snelheid afvuurde, waardoor een relatief groot bereik met een vlakkere baan mogelijk was. De veldslang werd door de Fransen in aangepaste vorm gebruikt in de 15e eeuw, en laat in de 16e eeuw door de Engelse marine aangepast voor gebruik op schepen. De veldslang werd gebruikt voor het bombarderen van doelen op lange afstand. Een soldaat die een clover bediende, heette kolvenier of klovenier.

## Etymologie
Het Middelnederlandse woord culverin of clover is  afgeleid van het Franse woord couleuvre, dat adder betekent, waarvan weer de benaming 'veldslang' afgeleid is. In de middeleeuwen was slang het woord voor geschut. Couleuvre stamt van het Latijnse colubrinus, de "manier van de slang". Het was oorspronkelijk de naam van een middeleeuwse voorganger van het musket, die in de 15e en 16e eeuw gebruikt werd.

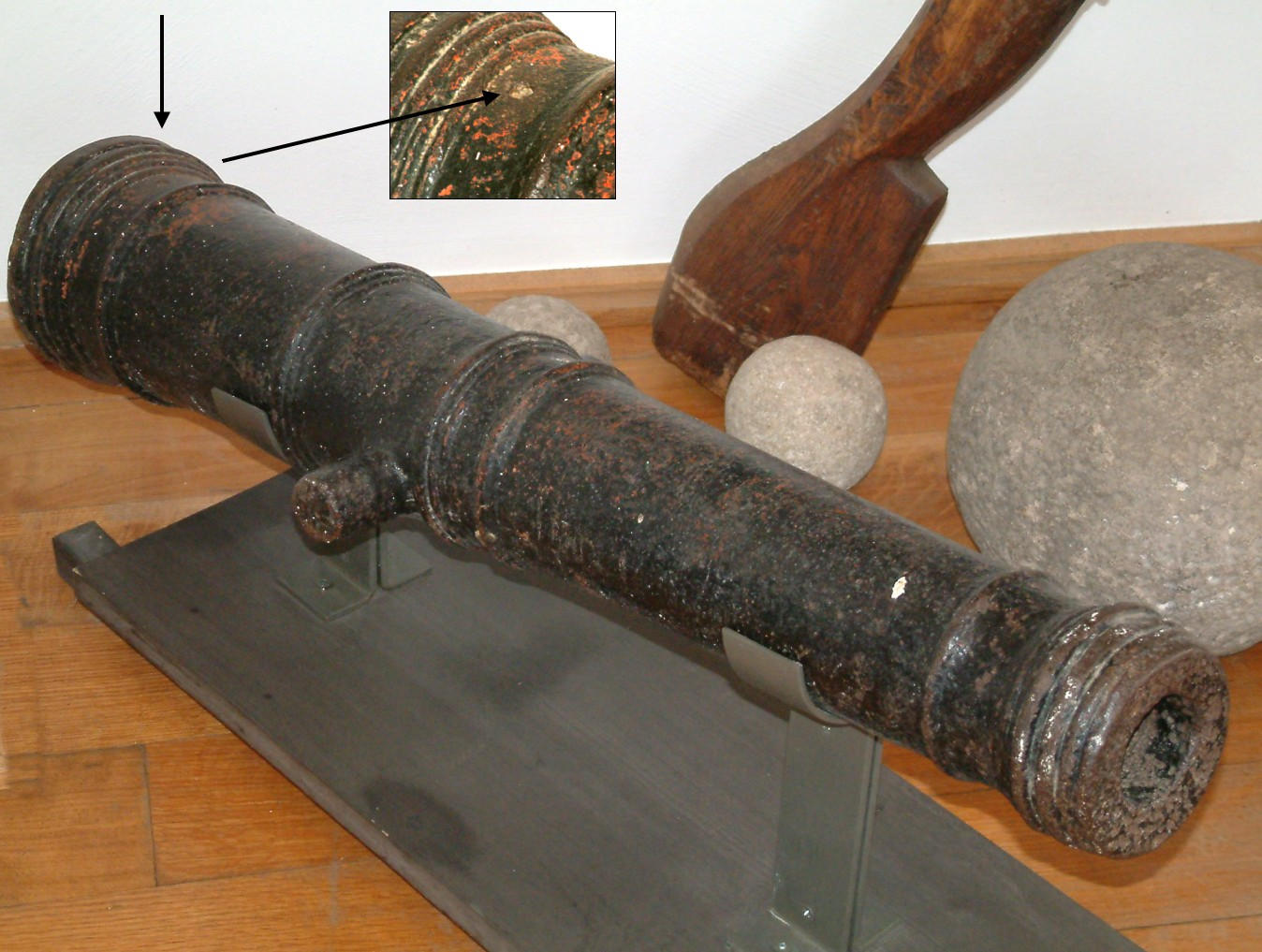
Veldslang met een kaliber van 6 cm. Inzet: Uitvergroting van het ontstekingsgat

## Ontwikkeling van het wapen
Oorspronkelijk was een clover de handbediende middeleeuwse voorloper van het musket. Het wapen bestond uit een holle buis met gladde loop, aan één zijde afgesloten en op een stuk hout geklemd. Het wapen werd met buskruit geladen om loden kogels af te vuren. Het buskruit ontstak men via een lontgat in de buis met een trage lont.
Deze handbediende clovers evolueerden snel naar zwaardere versies, tot 40 kg, gemonteerd op een metalen constructie die het wapen ondersteunde en het richten vergemakkelijkte. Later ging men ze laden met een manchet of sabot via de achterzijde van de clover.

## Handveldslang

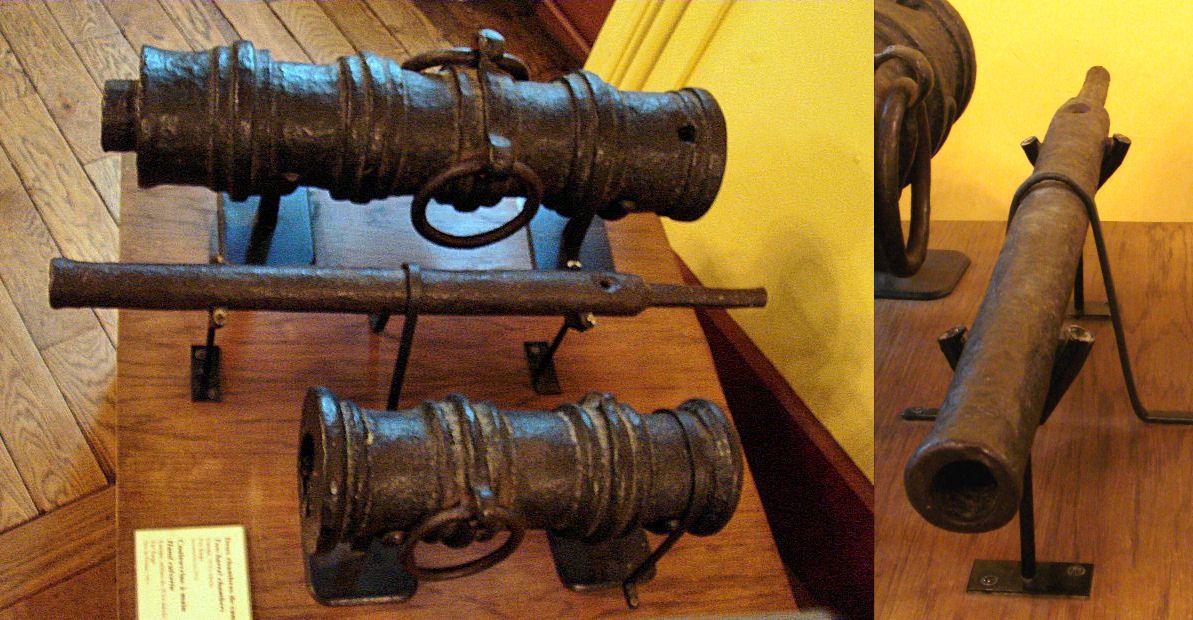
Handveldslang (midden) met twee kleine kanonnen, Europa, 15e eeuw.

De handveldslang bestond uit een eenvoudig gladloopsgeweer, afgesloten aan een zijde met uitzondering van een klein gat om het buskruit te ontsteken. De loop werd op zijn plaats gehouden door een houten opzetstuk, dat onder de arm gedragen werd. De loop werd gevuld met buskruit en loden kogels, en ontstoken door een smeulend touw in het gat te plaatsen.
Deze handveldslangen evolueerden al snel in de zwaardere draagbare veldslangen, met een gewicht van circa 40kg, die op een draagas rustten ter ondersteuning bij het richten. Zulke veldslangen werden verder uitgerust met achterladers om het laden te vergemakkelijken, en werden vaak op schepen gebruikt

## Landveldslangen

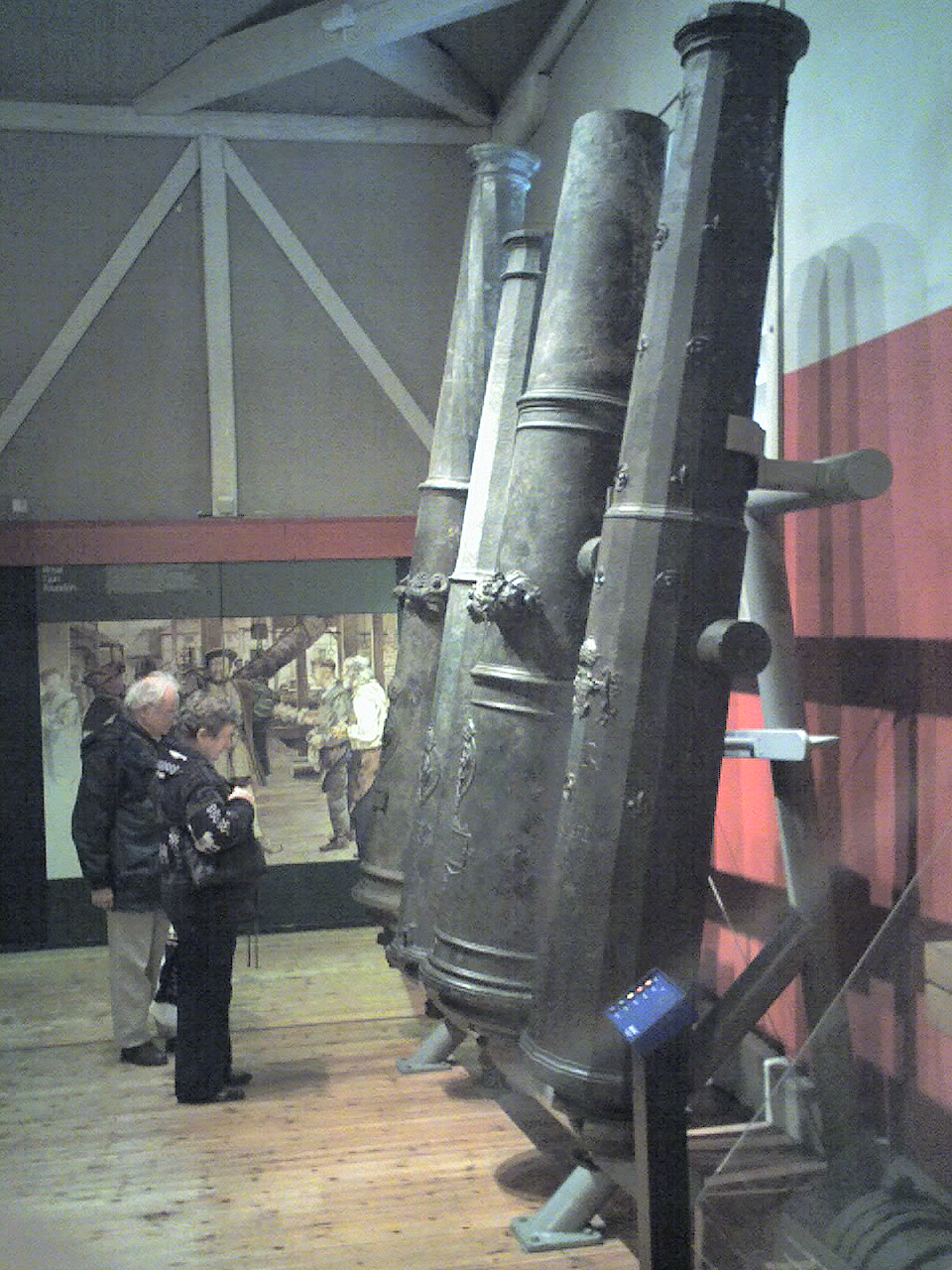
Bronzen veldslangen en een demi-kanon

Er waren drie typen veldslang in gebruik, waarbij het onderscheid gemaakt werd in hun grootte: de culverin extraordinair, de ordinair en de kleinste afmeting. Er waren ook kleinere versies, zoals de bastaard culverin, en de demi-culverin of culverin-moyen.
Over het algemeen had de veldslang een significant voordeel boven de ballista, wat de "lichte artillerie" van de voorgaande periode was. Aangezien het een ijzeren bal afvuurde, en buskruit gebruikte voor drijfkracht, kreeg de bal een stabielere vlucht en het buskruit gaf een sneller wapen met een groter bereik. Een replica van een culverin extraordinair behaalde een mondingssnelheid van 408m/s, en had een bereik van meer dan 450m, met slechts een minimale elevatiehoek.
De veldslang werd later vervangen door technologisch verder geavanceerde vormen van artillerie, die een explosieve lading konden dragen.